# ساوالو، بنین
ساوالو (به فرانسوی: Savalou) شهری در استان کولینس واقع در کشور بنین است که در سال ۱۹۹۲ میلادی ۲۲٬۴۰۶ نفر جمعیت داشته و جمعیت آن در سال ۲۰۰۵ میلادی به ۳۰٬۱۸۷ نفر رسیده‌است.